# Tamara Angulo
Tamara Arelis Angulo Cuero (Guayaquil, Guayas, Ecuador; 11 de febrero de 1998) es una futbolista ecuatoriana. Juega de defensora en River Plate de la Primera División Femenina de Argentina.

## Trayectoria

### Inicios
Comenzó jugando fútbol callejero con varones en su natal Guayaquil, hasta que en el año 2014 recaló en Unión Española. Se mantuvo en el equipo hasta que en 2015 tuvo un breve paso hasta 2016 en Alianza del Pailón, luego regresó a Unión Española donde se quedó hasta 2019.

### Dragonas IDV
En 2019 llega a Independiente del Valle, conocido también como Dragonas IDV. En la escuadra permanece hasta 2022.

### River Plate
El 15 de enero de 2023 se hace oficial su llegada como refuerzo al club Millonario hasta 2024, siendo esta su primera experiencia internacional, llegando al equipo junto con su compañera en Dragonas IDV, Abril Reche.

## Selección nacional
Formó parte de la Selección Sub-17 de Ecuador en 2013. Su primera convocatoria en dicha categoría había sido cuando tenía 13 años. Y en 2014 integró la Sub-20 donde disputó el Sudamericano celebrado en Uruguay de dicho año. Con la Selección Mayor jugó 3 partidos por eliminatorias mundialistas en 2018.

## Estadísticas

### Clubes
| Club                        | País      | Año             |
| --------------------------- | --------- | --------------- |
| Unión Española de Guayaquil | Ecuador   | 2014 - 2015     |
| Alianza del Pailón          | Ecuador   | 2015 - 2016     |
| Unión Española de Guayaquil | Ecuador   | 2016 - 2019     |
| Dragonas IDV                | Ecuador   | 2019 - 2022     |
| River Plate                 | Argentina | 2023 - presente |